# Amor amb preavís
Amor amb preavís (Two Weeks Notice) és una pel·lícula romàntica estatunidenca dirigida per Marc Lawrence, estrenada el 2002. Ha estat doblada al català

## Argument
El milionari George Wade (Hugh Grant) no fa res sense Lucy Kelson (Sandra Bullock), la seva assessora legal, encarregada de múltiples tasques. Advocada intel·ligent de ment estratègica, Lucy té una úlcera i no té temps ni per dormir. No és la feina el que l'afecta. És George. Intel·ligent, encantador i, sens dubte, absort en si mateix, la tracta més com una mainadera que no pas com una advocada educada a Harvard, i amb prou feines pot elegir una corbata sense la seva ajuda. Així que, després de cinc anys aconsellant-li des que posar-se fins a com portar els seus acords de divorci, Lucy ha decidit posar punt final a la seva relació laboral. Encara que George li fa difícil a Lucy abandonar la Wade Corporation, finalment accedeix a deixar que se'n vagi a condició que trobi la seva pròpia substituta. Després d'una recerca infructuosa, contracta una jove i ambiciosa advocada (Alicia Witt), òbviament interessada en el seu cap nou-ric.

## Repartiment
- Sandra Bullock - Lucy Kelson
- Hugh Grant - George Wade
- Alicia Witt - June Carter
- Dana Ivey - Ruth Kelson
- Robert Klein - Larry Kelson
- Heather Burns - Meryl Brooks
- David Haig - Howard Wade
- Dorian Missick - Tony
- Joseph Badalucco Jr. - Director
- Jonathan Dokuchitz - Tom
- Veanna Cox - Melanie Corman
- Janine LaManna - Elaine Cominsky
- Iraida Polanco - Rosario
- Charlotte Maier - Helen Wade
- Katheryn Winnick - Tiffany